# Fatto per un mondo migliore
Fatto per un mondo migliore è un album raccolta di beneficenza i cui proventi furono destinati ai progetti dell'ACNUR in ex-Jugoslavia.
Pubblicata dalla Made For A Better World nel 1996, contiene brani musicali eseguiti da 24 artisti.

## Tracce
1. Exodus – L'aquila reale – 5:06
2. Gatto Panceri / Franco Fasano – Mio fratello che guardi il mondo – 4:35
3. Chitarre d'Italia – L'allegra giornata di Giuliano – 6:06
4. Cristiano De André – Le storie di ieri – 5:29
5. Timoria / I ragazzi del 2º raggio – Prego, esci dal tuo ego – 3:43
6. Eugenio Finardi / Angelo Branduardi – Te voglio bene assaje – 4:08
7. Fabrizio De André / Exodus / Mauro Pagani – Sidùn – 6:04
8. Grazia Di Michele / Tosca – Pane e ciliegie – 3:39
9. Teresa De Sio / Yo Yo Mundi – Girotondo – 3:30
10. Fabio Concato / Rossana Casale – Bambino mio – 6:43
11. Piccola Orchestra Avion Travel / Samuele Bersani – L'Orlando curioso – 4:56
12. Paolo Rossi / Francesco Baccini – L'altro Natale – 6:41
13. Vincenzo Zitello / Massimo Arrigoni – La latteria dietro l'Elevata – 1:58
14. Franco Mussida – In mezzo alla corrente – 1:44

## Crediti
- Direzione artistica e maestro del coro – Franco Mussida
- Copertina di Mario Schifano